# 東京シンデレラマイル
東京シンデレラマイル（とうきょうシンデレラマイル）は、特別区競馬組合が大井競馬場ダート1600mで施行する地方競馬（南関東公営競馬）の重賞競走（平地競走）である。

## 概要
2007年12月30日に第1回が開催された3歳以上の牝馬による重賞競走。競走名称は一般公募により決定された。2016年現在、大井競馬場では年末の12月29日から3日間連続で重賞競走が施行されている（29日・東京大賞典、31日・東京2歳優駿牝馬）。
施行距離は第1回から現在まで1600メートル（m）で変わっていない。
2022年まではTCK女王盃およびエンプレス杯のトライアルであったが、「全日本的なダート競走の体系整備」により牝馬限定ダートグレード競走の施行時期等が変更され、2023年からは2着以上に翌年のクイーン賞の優先出走権が与えられる競走となった。

### 条件・賞金等（2024年）
出走条件
サラブレッド系3歳以上牝馬、南関東公営競馬所属。
- ロジータ記念で優勝した南関東所属馬と、東京シンデレラマイルトライアルで上位3着までに入った馬に優先出走権がある。

負担重量
別定。
A1級格付け馬は56キログラム（kg）、A2級格付け馬は55kg、B1級以下格付け馬は53kg、3歳馬1kg減（南半球産3歳馬2kg減）を基本とし、更に前年12月26日から本年12月20日までの間のダートグレード競走・中央競馬重賞競走優勝馬は2 kg増、南関東重賞競走優勝馬は1 kg増となる（ただし、2歳・3歳限定戦の成績は対象外）。なお、クラス分けに関しては日本の競馬の競走体系を参照。
賞金額
1着1,500万円、2着525万円、3着300万円、4着150万円、5着75万円、着外手当15万円。
優先出走権付与
2着以上の馬に翌年のクイーン賞の優先出走権が付与される。
副賞
特別区競馬組合管理者賞。

## 歴代優勝馬
| 回数   | 施行日         | 優勝馬             | 性齢 | 所属 | タイム   | 優勝騎手   | 管理調教師 | 馬主                     |
| ------ | -------------- | ------------------ | ---- | ---- | -------- | ---------- | ---------- | ------------------------ |
| 第1回  | 2007年12月30日 | ベルモントノーヴァ | 牝6  | 船橋 | 1分40秒1 | 石崎駿     | 出川克己   | （有）ベルモントファーム |
| 第2回  | 2008年12月30日 | ミスジョーカー     | 牝5  | 船橋 | 1分40秒7 | 本橋孝太   | 矢野義幸   | 安味宣光                 |
| 第3回  | 2009年12月30日 | パノラマビューティ | 牝7  | 船橋 | 1分40秒9 | 張田京     | 松代眞     | 前田幸治                 |
| 第4回  | 2010年12月30日 | ザッハーマイン     | 牝5  | 船橋 | 1分39秒9 | 的場文男   | 出川克己   | 吉田和子                 |
| 第5回  | 2011年12月30日 | テイエムヨカドー   | 牝7  | 船橋 | 1分40秒6 | 山田信大   | 渋谷信博   | 竹園正繼                 |
| 第6回  | 2012年12月30日 | ミヤサンキューティ | 牝4  | 大井 | 1分41秒8 | 真島大輔   | 鈴木啓之   | 宮田努                   |
| 第7回  | 2013年12月30日 | ビタースウィート   | 牝6  | 大井 | 1分41秒2 | 佐藤博紀   | 鷹見浩     | 櫻井秋雄                 |
| 第8回  | 2014年12月30日 | ノットオーソリティ | 牝3  | 大井 | 1分40秒8 | 御神本訓史 | 川島正一   | 吉田照哉                 |
| 第9回  | 2015年12月30日 | ブルーチッパー     | 牝5  | 大井 | 1分41秒2 | 森泰斗     | 荒山勝徳   | 青山洋一                 |
| 第10回 | 2016年12月30日 | トーセンセラヴィ   | 牝5  | 浦和 | 1分42秒7 | 森泰斗     | 小久保智   | 島川隆哉                 |
| 第11回 | 2017年12月30日 | ニシノラピート     | 牝6  | 大井 | 1分40秒9 | 的場文男   | 市村誠     | 西山茂行                 |
| 第12回 | 2018年12月30日 | ラーゴブルー       | 牝4  | 川崎 | 1分41秒9 | 御神本訓史 | 内田勝義   | 吉田和美                 |
| 第13回 | 2019年12月30日 | ローレライ         | 牝5  | 大井 | 1分42秒1 | 本田正重   | 堀千亜樹   | 前田幸治                 |
| 第14回 | 2020年12月30日 | ダノンレジーナ     | 牝4  | 浦和 | 1分41秒1 | 本橋孝太   | 小久保智   | 酒井孝敏                 |
| 第15回 | 2021年12月30日 | ダノンレジーナ     | 牝5  | 浦和 | 1分41秒0 | 本橋孝太   | 小久保智   | 酒井孝敏                 |
| 第16回 | 2022年12月30日 | スピーディキック   | 牝3  | 浦和 | 1分40秒4 | 御神本訓史 | 藤原智行   | 加藤鈴幸                 |
| 第17回 | 2023年12月30日 | スピーディキック   | 牝4  | 浦和 | 1分43秒6 | 御神本訓史 | 藤原智行   | 加藤鈴幸                 |
| 第18回 | 2024年12月30日 | フェブランシェ     | 牝4  | 大井 | 1分40秒4 | 吉原寛人   | 藤田輝信   | （有）キャロットファーム |

出典：南関東4競馬場公式「東京シンデレラマイル競走優勝馬」https://www.nankankeiba.com/win_uma/60.do